# Urumqi Air

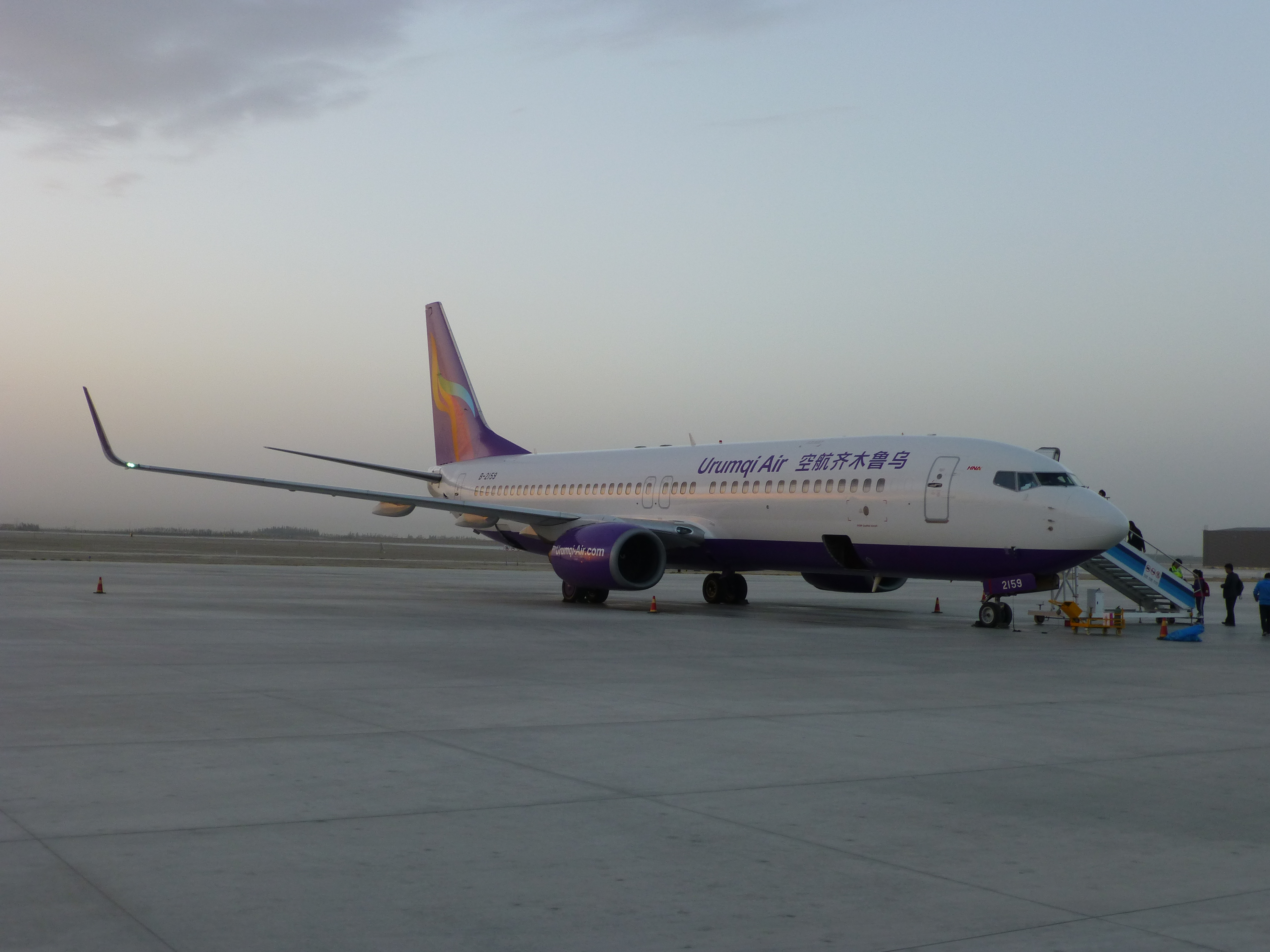
Boeing 737—800 авиакомпании Urumqi Airlines

Urumqi Air (кит. 烏魯木齊航空公司), — китайская бюджетная авиакомпания со штаб-квартирой в городском округе Урумчи (Синьцзян-Уйгурским автономный район, КНР), работающая в сфере регулярных пассажирских перевозок по внутренним маршрутам.
Портом приписки перевозчика и его главным транзитным узлом (хабом) является международный аэропорт Урумчи Дивопу.

## Маршрутная сеть
В декабре 2018 года маршрутная сеть регулярных перевозок авиакомпании Urumqi Air охватывала следующие пункты назначения:
| [H] | Хаб |

## Флот
По состоянию на ноябрь 2018 года, воздушный флот авиакомпании Urumqi Air fleet составляют следующие самолёты:
| Самолёт        | В эксплуатации | Заказано | Количество мест | Примечание                   |  |
| -------------- | -------------- | -------- | --------------- | ---------------------------- |  |
| Boeing 737-800 | 15             | —        | 186             |                              |  |
| Comac C909     | —              | 5        | TBA             | Начало поставок в 2019 году. |  |
| Embraer 190    | 1              | —        | 106             |                              |  |
| Всего          | 16             | 5        |                 |                              |  |